# القاعده القبلية (أفلح الشام)

تعديل مصدري - تعديل

القاعدة القبلية هي إحدى قرى عزلة بني حربي بمديرية أفلح الشام التابعة لمحافظة حجة، بلغ تعداد سكانها 7 نسمة حسب تعداد اليمن لعام 2004.